# Teulisna baibarensis
Teulisna baibarensis là một loài bướm đêm thuộc phân họ Arctiinae, họ Erebidae.